# Rachelle Garniez

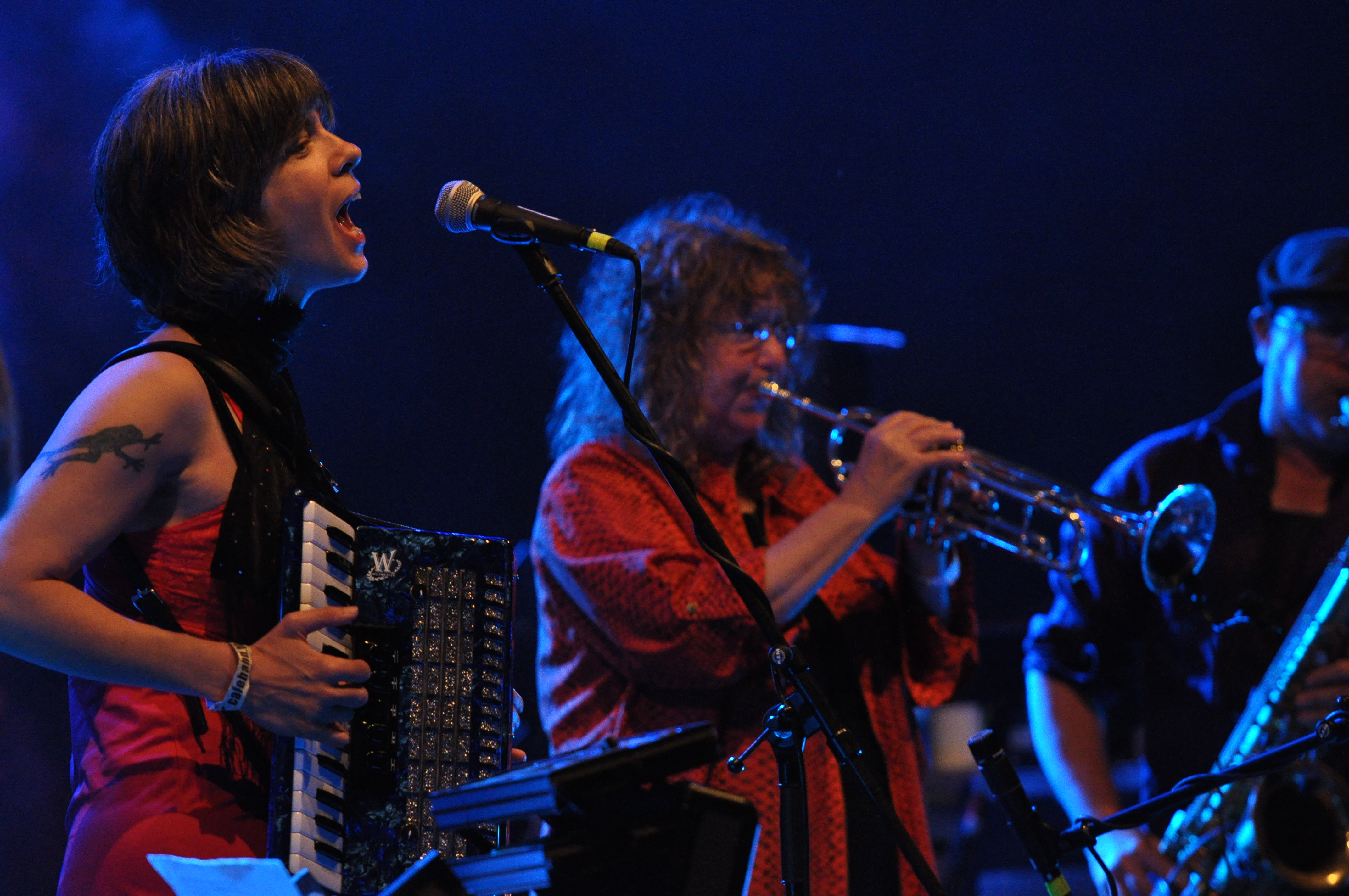
Rachelle Garniez (links) mit Hazmat Modine 2014 beim Weltmusikfestival Horizonte

Rachelle Garniez (* 7. März 1965) ist eine Multiinstrumentalistin, Singer-Songwriterin und Performancekünstlerin aus New York. Sie spielt Akkordeon, Claviola, Piano und Gitarre. Sie schreibt zudem Musik, u. a. für Film, Theater und Tanzchoreographien. 

## Biografie und künstlerischer Werdegang
Ihr Vater war  Bernard Garniez, Professor für moderne französische Literatur an der New York University. Garniez erhielt keine formale musikalische Ausbildung. Stattdessen wurde sie von ihrer Mutter Nancy Garniez, einer klassischen Pianistin und Musikpädagogin, dazu animiert, Musik intuitiv, experimentell und nach Gehör zu spielen. Mit 17 Jahren verließ sie New York in Richtung Europa, wo sie vornehmlich in Italien und Südspanien mit ihrer Gitarre als Straßenmusikerin auftrat. Nach ihrer Rückkehr tauschte sie die Gitarre gegen das Akkordeon, um damit auf den Straßen und in den U-Bahnhöfen New Yorks zu spielen und ihr Improvisationstalent zu erproben. Im Laufe der Jahre trat sie mit verschiedenen Musikern und Bands auf, darunter Thomas Dolby, Rufus Wainwright und der Marvin Sewell Group. Später spielte sie als Akkordeonistin vor allem mit Hazmat Modine oder dem New Yorker Vaudeville-Künstlerkollektiv The Citizens Band.
1997 gründete sie ihre eigene Band The Fortunate Few, mit der sie in wechselnden Besetzungen ihre ersten drei Alben aufnahm. Zu deren Mitgliedern gehören u. a. der Gitarrist Matt Munisteri, der Bassist David Hofstra und der Saxophonist und Pianist Joe Ruddick. Munisteri und Hofstra gehören auch heute noch zu ihren ständigen musikalischen Begleitern.
Neben Auftritten in eigener Sache ist Rachelle Garniez auch in zahlreichen Projekten der New Yorker Künstler- und  Avantgarde-Szene aktiv.
In der Tanzperformance-Reihe „Family Matters“ des New Yorker Dance Theatre Workshop (DTW) schrieb sie 2004 zusammen mit ihrer Mutter Nancy die Songs zu It’s All Relative: Kinfolk, Tales and Trails. Zu dem Tanzstück Scent (2005) der Choreographin Keely Garfield komponierte und spielte sie die Musik. 2008 brachte sie mit dem experimentellen Komponisten und Performance-Künstler Sxip Shirey Shadow Land auf die Bühne, eine surrealistische Musik- und Klangperformance im Museum of Modern Art zu Ehren von Salvador Dalí. Shadow Land wurde danach noch im New Yorker Cornelia Street Café aufgeführt. 2009 komponierte sie die Musik für Taylor Macs preisgekröntes monumentales Theaterepos The Lily’s Revenge.
2014 nahm sie, begleitet von Bassist David Hofstra, an der Europatournee des American Songbirds Festival teil, wo sie gemeinsam mit den stilistisch sehr verschiedenen Singer-Songwritern Ashia & The Bison Rouge, Kyrie Kristmanson und Stephanie Nilles auftrat. Als dieses Tourneeprojekt 2015, diesmal mit der Britin Daisy Chapman anstelle von Nilles, unter dem Titel American Songbirds & Friends wiederholt wurde, spielte Jazz-Bassist Tim Lüntzel an Garniez Seite.
2018 rief Garniez zusammen mit der New Yorkerin Terry Radigan und der Londonerin Amanda Homi die Band VickiKristinaBarcelona – angelehnt an Woody Allens gleichnamigen Film (2008) – ins Leben, die sich ausschließlich der Musik von Tom Waits verschrieben hat. Die aus dieser Kollaboration resultierenden Alben Pawn Shop Radio (2020) und Yesterday Is Here (2022) versammeln insgesamt einundzwanzig Interpretationen von Tom Waits-Songs.

## Musikalischer Stil
Ihre musikalischen Einflüsse sind vielfältig. Sie reichen von Jazz, Rock, Blues, Latin, Chanson bis hin zu Country. Die New York Times beschreibt ihre Musik als „romantisch, rhapsodisch und beiläufig urkomisch“. Nimmt man die – zum Teil exzentrische – Phrasierung ihres Gesangs sowie ihren ab und an kauzig-humoristischen Habitus als Entertainerin hinzu, liegen Vergleiche mit Tom Waits oder Rickie Lee Jones nahe. Typisch für Garniez Arrangements ist ein spielerischer und häufig ironisierender Unterton, den man als ein musikalisches „Augenzwinkern“ bezeichnen könnte.
In ihren Texten erzählt Rachelle Garniez kleine, teilweise skurrile Geschichten in der Tradition der Singer-Songwriter und des Blues, mal melancholisch, mal gewürzt mit viel, zum Teil parodistischem Humor. Jedoch haben manche vordergründig witzigen Texte zuweilen auch einen ernsteren Hintergrund. So besingt der Song Jean Claude Van Damme nicht nur den muskulösen belgischen Actionstar, sondern ebenso offen Rachelles eigenen Kampf mit der auch bei ihr diagnostizierten Bipolaren Störung: „It seems we share a similar chemical imbalance.“ Dieses Thema verarbeitet sie auch in den Songs Crazy Blood und Medicine Man.

## Alben
Rachelle Garniez Alben erschienen bis 2012 auf ihrem eigenen Label „Real Cool Records“, das sie nach dem Roman The Real Cool Killers (1959) von Chester Himes benannte.

### Serenade City
Auf ihrem Debütalbum (1997), das sie zusammen mit Joe Ruddick arrangierte und produzierte, zeigt Rachelle Garniez im Grunde schon nahezu die ganze stilistische Bandbreite, die auch ihre folgenden Alben auszeichnen. Allerdings dominieren hier noch insgesamt die Jazz-Anteile, was sich auch in der Instrumentierung niederschlägt: Akkordeon, Piano, Schlagzeug, akustischer Bass und Saxophon beherrschen die klangliche Szenerie. Das federleichte „Serenade“ zum Auftakt bedient sich lateinamerikanischer Rhythmen. „Spike Heel“ und „Retrograde“ sind Jazz-Blues-Songs im Stile von Peggy Lees „Fever“-Version, „Broken Nose“ dagegen klassischer Bar-Jazz. Die skurrile Geschichte um das Skelett namens „Mr. Jones“ kommt in bestem Chansonstil daher.

### Crazy Blood
Deutlichste klangliche Veränderung auf Garniez zweitem Album (2001) sind die Hinzunahme von E-Gitarre, E-Bass und eine um Trompete und Posaune vergrößerte Bläsersektion, die den Arrangements eine neue Färbung geben. Insgesamt klingt Crazy Blood, das Garniez nahezu komplett in Eigenregie produzierte, experimentierfreudiger als sein Vorgänger. Vielleicht nicht ganz zufällig klingt „Marie“, das Stück im Zentrum des Albums, mit seinen psychedelischen Klangverfremdungen wie ein Chanson unter Drogeneinfluss. Besonders in der zweiten Hälfte des Albums nimmt der Blues die beherrschende Stellung ein („Odette“,„Swimming Pool Blue“, „Crazy Blood“ und besonders „New Dog“). „Regular Joe“ beschließt das Album mit lateinamerikanischen Klängen im Chachacha-Stil. Auch gesanglich wagt Garniez ein wenig mehr: neben teilweise schrägen Phrasierungen („Mister Lady“, „New Dog“), singt sie in „Little Fish“ teilweise in französischer Sprache und verarbeitet gar Jodelklänge in „Regular Joe“.

### Luckyday
Garniez drittes Album (2004) emanzipiert sich von den Blues- und Jazz-Standards der früheren Produktionen. Die musikalischen Einflüsse sind immer noch deutlich, aber hier eher Versatzstücke, die in zunehmend eigenständigen Arrangements aufgehen und daher nicht mehr so beherrschend sind. Insgesamt sind die Kompositionen auf Luckyday daher stilistisch schwerer einzuordnen. Mit „Medicine Man“ beinhaltet das Album zudem einen ihrer Klassiker, der, noch im vordergründig klassischen Jazz-Blues-Stil, mit schrill-verzerrten Phrasierungen und Arrangements eine ihrer gesundheitlichen Krisen musikalisch illustriert. In „Pearls & Swine“ erinnert sie mit ihrem krächzend-tiefen Gesang und der Rummelplatz-Atmosphäre stark an Kompositionen von Tom Waits.

### Melusine Years
Melusine Years (2008) kommt mit auffällig reduzierter Instrumentierung aus und wurde komplett in Triobesetzung zusammen mit Matt Munisteri und David Hofstra eingespielt. Wichtigste Veränderung ist das völlige Fehlen von Blasinstrumenten. Garniez setzt hier die auf Luckyday eingeleitete Emanzipation von Standards weiter fort. Eindrucksvolle Kompositionen sind das vom Bluegrass inspirierte „Shoemaker´s Children“ oder „Tourmaline“ im Walzerrhythmus. Mit Red Red Nose variiert sie parodistisch das Liebeslied (My Love Is Like A) Red, Red Rose (1794) von Robert Burns und schreibt es in eine Trinkerballade um.

### Sad-Dead-Alive-Happy
Auf ihrem fünften Album (2012) setzt Garniez wieder auf sparsame Arrangements und nähert sich in ihren Kompositionen weiter klassischem Singer-Songwritertum an. Es klingt weniger exzentrisch, ohne dass jedoch ihr eigenständiger Stil verloren geht. „Jean Claude Van Damme“ ist ein eigenwillige Pianoballade: Das liebevoll ironisierende Porträt des Actionhelden ("To be sure I´m impressed by your muscles/And I´ve got a lot of relatives in Brussels") wird durch die Schilderung der gemeinsamen Bipolaren Störung in ein anderes Licht gerückt. „My House Of Peace“ wurde auf Jack Whites Label Third Man Records als Single veröffentlicht. „Lunasa“ wurde schon von Karen Elson auf ihrem Album The Ghost Who Walks (2010, Third Man Records) unter Beteiligung von Garniez (Akustische Gitarre) eingespielt.

### Kinder Angst
Dieses Album (2013) ist ein sozial engagiertes Nebenprojekt, für das auch Debbie Harry gewonnen wurde. Zusammen mit Palmyra Delran schrieb Rachelle Garniez Rock- und Popsongs für Kinder, die sich mit deren emotionalen und sozialen Problemen auseinandersetzen.

### Who´s Counting
Garniez sechstes Album (2015), diesmal produziert von Dick Conette, bringt ihren eigenwilligen, von Blues, "Jazz, Folk und ihrer eigenen Seele geprägt[en]" Stilmix erneut zur Geltung. Mit Vanity´s Curse und Long Way To Jerusalem finden sich darauf außerdem zwei für Garniez Stil ungewöhnlich elegische Stücke. Sie selbst spielt Akkordeon, Akustikgitarre und Piano. Ausgehend vom Zusammenspiel mit ihrem live-Partner und Jazz-Bassist Tim Lüntzel, werden für ihre Arrangements gelegentlich Streicher und Bläser zur atmosphärischen Unterstützung verwendet. Erstmals gibt es neben den Songs auch kleine musikalische Zwischenspiele wie Piano & Bass, Bells oder Harmonium. Auf der Neueinspielung  von Little Fish gibt es zudem ein Gastspiel von Hazmat Modine. Auch ihren Klassiker Medicine Man hat sie mit einem neuen, breiter instrumentierten Arrangement versehen, das, mittels Trompete und Tenorsaxophon, Swingjazzelemente im Stil der 1940er Jahre ebenso verwendet wie lautmalerische Akkordeonfiguren (z. B. eine Krankenwagensirene), die Garniez gerne auf der Bühne einsetzt. Bei Manhattan Island (Akkordeon und Gesang) sowie Vanity´s Curse (Gitarre und Gesang) handelt es sich dagegen um Soloeinspielungen.

## Diskografie

### Alben
- Serenade City (1997, Real Cool Records 634479553622) mit The Fortunate Few
- Crazy Blood (2001, Real Cool Records 63447908282) mit The Fortunate Few
- Luckyday (2004, Real Cool Records/Old Cow Music OCM1002) mit The Fortunate Few
- Melusine Years (2008, Real Cool Records 837101423748)
- Sad-Dead-Alive-Happy (2012, Real Cool Records 884501620611)
- Kinder Angst (2013, Kinder Angst 884501611947) mit Palmyra Delran
- Who´s Counting (2015, Jaro Medien 4327-2)

### Kompilationen
- Greetings From Dreamsville (2013, JARO 4315-2)
- Various Artists: American Songbirds – Women Singer-Songwriters from the New World (2014, JARO 4318-2)
- Various Artists: American Songbirds - Sing Me A Song (live) (2015, JARO 433-2)

### Singles
- My House Of Peace (2014, Third Man Records TMR004) 7"-Vinyl

### Mit anderen Künstlern
- Richard Barone: Clouds over Eden (1993, Line/DA Music)
- Isle of Klezbos: Greetings from The Isle of Klezbos (2003, Rhythm Media)
- Catherine Russell: Sentimental Streak (2008, Harmonia Mundi’s World Village Label)
- Catherine Russell: Inside This Heart Of Mine (2009, Harmonia Mundi’s World Village Label)
- Various Artists: The Garage Band Tribute To The Beatles (2009, Collectables)
- Karen Elson: The Ghost Who Walks (2010, Third Man Records TMR030)
- Matt Munisteri: The Lost Music of Willard Robison, Vol. 1: Still Runnin' Round in the Wilderness (2012, Old Cow Music)
- Hazmat Modine: Live (2014, JARO 4320-2)
- Olivia Jean: Bathtub Love Killings (2014, Third Man Records TMR281)
- Hazmat Modine: Extra-Deluxe-Supreme (2015, JARO 4326-2)
- Rachelle Garniez & Erik Della Penna: An Evening in New York (2020, JARO 4352-2)
- Vicki Kristina Barcelona (Rachelle Garniez, Amanda Homi, Terry Radigan): Pawn Shop Radio (2020 JARO 4354-2)
- Vicki Kristina Barcelona (Rachelle Garniez, Amanda Homi, Terry Radigan): Yesterday Is Here (2022 JARO 4363-2)